# Michaił Czełnokow
Michaił Wasiljewicz Czełnokow, ros. Михаил Васильевич Челноков (ur. 6 stycznia?/18 stycznia 1863 w Moskwie, zm. 13 sierpnia 1935 w Panczewie) – rosyjski  przedsiębiorca,  burmistrz Moskwy (1914-1917), przewodniczący Wszechrosyjskiego Związku Miast, współprzewodniczący Ziemgoru, deputowany II, III i IV Dumy (1906-1917), działacz liberalnej  Partii Konstytucyjno–Demokratycznej (kadetów), członek jej Komitetu Centralnego  (1907-1914).